# Eyefinity
Eyefinity est une technologie développée par ATI pour ses cartes graphiques, permettant de disposer une image sur plusieurs écrans simultanément.

## Présentation
Compatible sur les cartes ATI à partir de la famille HD5000, Eyefinity permet d'utiliser jusqu'à 6 écrans sur une seule carte graphique (en utilisant la connexion DisplayPort ou mini display port). Cela fonctionne aussi bien en utilisation bureautique que dans les jeux vidéo.
Il est peu probable que cette technologie séduise les joueurs à l'heure actuelle[Quand ?], en raison du coût de revient de l'achat de plusieurs écrans LCD, de la puissance graphique requise, mais aussi de l'espacement entre les images dues au cadre de ceux-ci. En revanche dans un futur proche il n'est pas à exclure de voir arriver des moniteurs LCD aux bordures très fines, destinés à cet usage. L'utilisation de vidéoprojecteurs à leds est également une solution similaire pour obtenir des diagonales d'images plus importantes avec un rapport qualité prix intéressant face à l'équivalent en écrans lcd.
Cette technologie était aussi utilisée pour les écrans UHD 4K qui nécessitaient deux flux pour afficher le contenu (deux demi-écrans de 1920 x 2160 pour en former un seul de 3840 x 2160) en attendant les écrans et GPU permettant de n'utiliser qu'un seul flux.